# 北緯50度線
北緯50度線是地球赤道平面以北50度的緯線。它穿過歐洲、亞洲、太平洋、北美洲和大西洋。夏至時日照時間約16時22分，冬至日照時間約8時4分。
北緯50度線通過德國城市美茵茲，它位於美茵河注入萊茵河的入口處。其河口即位於北緯50度線以南約600公尺處。

## 界線所經
自本初子午線開始、向東，北緯50度線經過以下國家、地區或海域：
| 地理座標                             | 國家・地區・海域 | 備註 |
| ------------------------------------ | ---------------- | --- |
| 50°0′N 0°0′E / 50.000°N 0.000°E      | 英吉利海峽       | |
| 50°0′N 1°15′E / 50.000°N 1.250°E     | 法國             | 上諾曼第 （約20公里） 皮卡第 （通過 亞眠 北方） 北部-加來海峽 （約13公里） |
| 50°0′N 4°10′E / 50.000°N 4.167°E     | 比利时           | 瓦隆大區 |
| 50°0′N 4°40′E / 50.000°N 4.667°E     | 法國             | 香檳-阿登（約10公里） |
| 50°0′N 4°49′E / 50.000°N 4.817°E     | 比利时           | 瓦隆大區 |
| 50°0′N 5°49′E / 50.000°N 5.817°E     | 盧森堡           | 迪基希區 |
| 50°0′N 6°9′E / 50.000°N 6.150°E      | 德国             | 萊茵蘭-普法茲 黑森 萊茵蘭-普法茲 （通過 美茵茲 中心） 黑森 （通過 法蘭克福 南方、通過 法蘭克福機場 的跑道、通過 DCF77時間碼發射器 （ 德语 ： DCF77） 南方） 巴伐利亞 （通過 拜律特 北方） |
| 50°0′N 12°26′E / 50.000°N 12.433°E   | 捷克             | 通過布拉格南方 |
| 50°0′N 17°49′E / 50.000°N 17.817°E   | 波蘭             | 約11公里 |
| 50°0′N 17°58′E / 50.000°N 17.967°E   | 捷克             | 約10公里 |
| 50°0′N 18°7′E / 50.000°N 18.117°E    | 波蘭             | 通過克拉科夫及熱舒夫南方 |
| 50°0′N 23°10′E / 50.000°N 23.167°E   | 乌克兰           | 利維夫州 （通過 利維夫 北方） 捷爾諾波爾州 赫梅利尼茨基州 日托米爾州 基輔州 切爾卡瑟州 波爾塔瓦州 卡爾可夫州 （通過 卡爾可夫 ）                                                      |
| 50°0′N 37°57′E / 50.000°N 37.950°E   | 俄羅斯           | 別爾哥羅德州（約18公里） |
| 50°0′N 38°12′E / 50.000°N 38.200°E   | 乌克兰           | 盧甘斯克州（約12公里） |
| 50°0′N 38°22′E / 50.000°N 38.367°E   | 俄羅斯           | 別爾哥羅德州 沃羅涅日州 羅斯托夫州 伏爾加格勒州 |
| 50°0′N 47°15′E / 50.000°N 47.250°E   |                  | 西哈薩克斯坦州 |
| 50°0′N 48°8′E / 50.000°N 48.133°E    | 俄羅斯           | 薩拉托夫州 |
| 50°0′N 48°51′E / 50.000°N 48.850°E   |                  | 西哈薩克斯坦州 阿克托貝州 庫斯塔奈州 卡拉干達州 （通過 卡拉干達 北方） 東哈薩克斯坦州 （通過 厄斯克門 北方）                                                                         |
| 50°0′N 85°2′E / 50.000°N 85.033°E    | 俄羅斯           | 阿爾泰共和國 圖瓦共和國 |
| 50°0′N 89°58′E / 50.000°N 89.967°E   | 蒙古国           | 通過烏布蘇湖南部 |
| 50°0′N 95°1′E / 50.000°N 95.017°E    | 俄羅斯           | 圖瓦共和國 |
| 50°0′N 95°45′E / 50.000°N 95.750°E   | 蒙古国           | 約11km |
| 50°0′N 95°55′E / 50.000°N 95.917°E   | 俄羅斯           | 圖瓦共和國（約7公里） |
| 50°0′N 96°2′E / 50.000°N 96.033°E    | 蒙古国           | 約11公里 |
| 50°0′N 96°10′E / 50.000°N 96.167°E   | 俄羅斯           | 圖瓦共和國 |
| 50°0′N 97°55′E / 50.000°N 97.917°E   | 蒙古国           | |
| 50°0′N 107°13′E / 50.000°N 107.217°E | 俄羅斯           | 布里亞特共和國（約5公里） |
| 50°0′N 107°18′E / 50.000°N 107.300°E | 蒙古国           | 約3公里 |
| 50°0′N 107°20′E / 50.000°N 107.333°E | 俄羅斯           | 布里亞特共和國 外貝加爾邊疆區 |
| 50°0′N 113°34′E / 50.000°N 113.567°E | 蒙古国           | |
| 50°0′N 115°12′E / 50.000°N 115.200°E | 俄羅斯           | 外貝加爾邊疆區 |
| 50°0′N 116°1′E / 50.000°N 116.017°E  | 蒙古国           | |
| 50°0′N 116°20′E / 50.000°N 116.333°E | 俄羅斯           | 外貝加爾邊疆區 |
| 50°0′N 119°6′E / 50.000°N 119.100°E  | 中国             | 內蒙古自治區 黑龍江省 （通過 黑河 南方） |
| 50°0′N 127°29′E / 50.000°N 127.483°E | 俄羅斯           | 阿穆爾州 哈巴羅夫斯克邊疆區 |
| 50°0′N 140°30′E / 50.000°N 140.500°E | 韃靼海峽         | |
| 50°0′N 142°9′E / 50.000°N 142.150°E  | 俄羅斯           | 薩哈林州（庫頁島） （參照50度線） |
| 50°0′N 143°59′E / 50.000°N 143.983°E | 鄂霍次克海       | |
| 50°0′N 155°23′E / 50.000°N 155.383°E | 俄羅斯           | 薩哈林州（幌筵島） |
| 50°0′N 155°24′E / 50.000°N 155.400°E | 太平洋           | |
| 50°0′N 127°19′W / 50.000°N 127.317°W | 加拿大           | 不列顛哥倫比亞 （通過 溫哥華島 坎貝爾里弗 中心、不列顛哥倫比亞本土） 亞伯達 薩斯喀徹溫 曼尼托巴 （通過 溫尼伯 北方） 安大略 （通過 尼皮貢湖 ） 魁北克                                |
| 50°0′N 66°54′W / 50.000°N 66.900°W   | 聖羅倫斯灣       | 通過 加拿大魁北克安蒂科斯蒂島北方 |
| 50°0′N 57°45′W / 50.000°N 57.750°W   | 加拿大           | 紐芬蘭與拉布拉多（紐芬蘭島） |
| 50°0′N 56°46′W / 50.000°N 56.767°W   | 白灣             | |
| 50°0′N 56°21′W / 50.000°N 56.350°W   | 加拿大           | 紐芬蘭與拉布拉多（紐芬蘭島） |
| 50°0′N 55°52′W / 50.000°N 55.867°W   | 大西洋           | 康菲森灣 |
| 50°0′N 55°33′W / 50.000°N 55.550°W   | 加拿大           | 紐芬蘭與拉布拉多（紐芬蘭島） |
| 50°0′N 55°31′W / 50.000°N 55.517°W   | 大西洋           | 通過 英国英格蘭夕利群島北方 |
| 50°0′N 5°16′W / 50.000°N 5.267°W     | 英国             | 英格蘭康瓦爾郡利澤德半島（約7公里） |
| 50°0′N 5°10′W / 50.000°N 5.167°W     | 英吉利海峽       | |

## 紀念碑

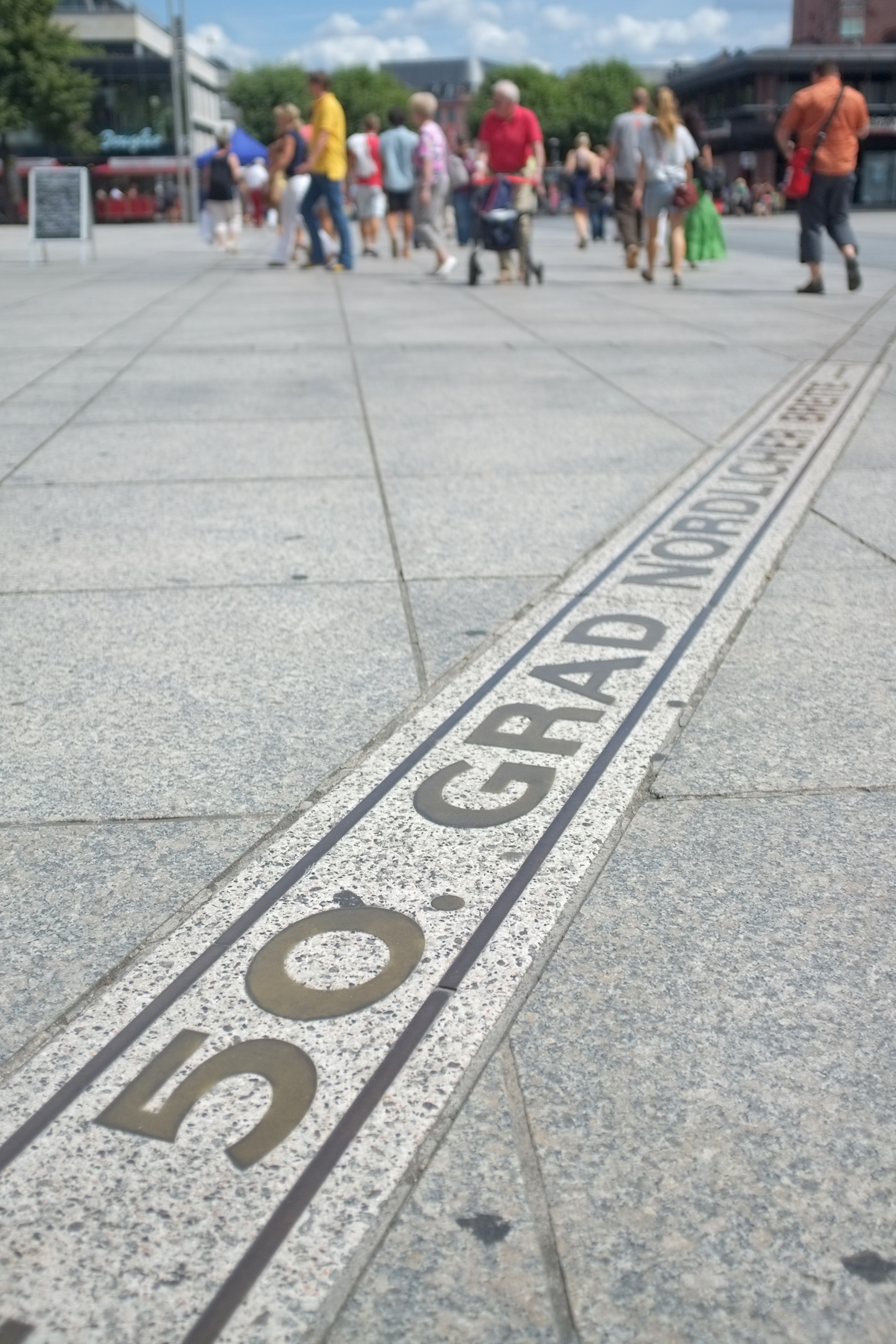
德國美茵茲的北緯50度線記號
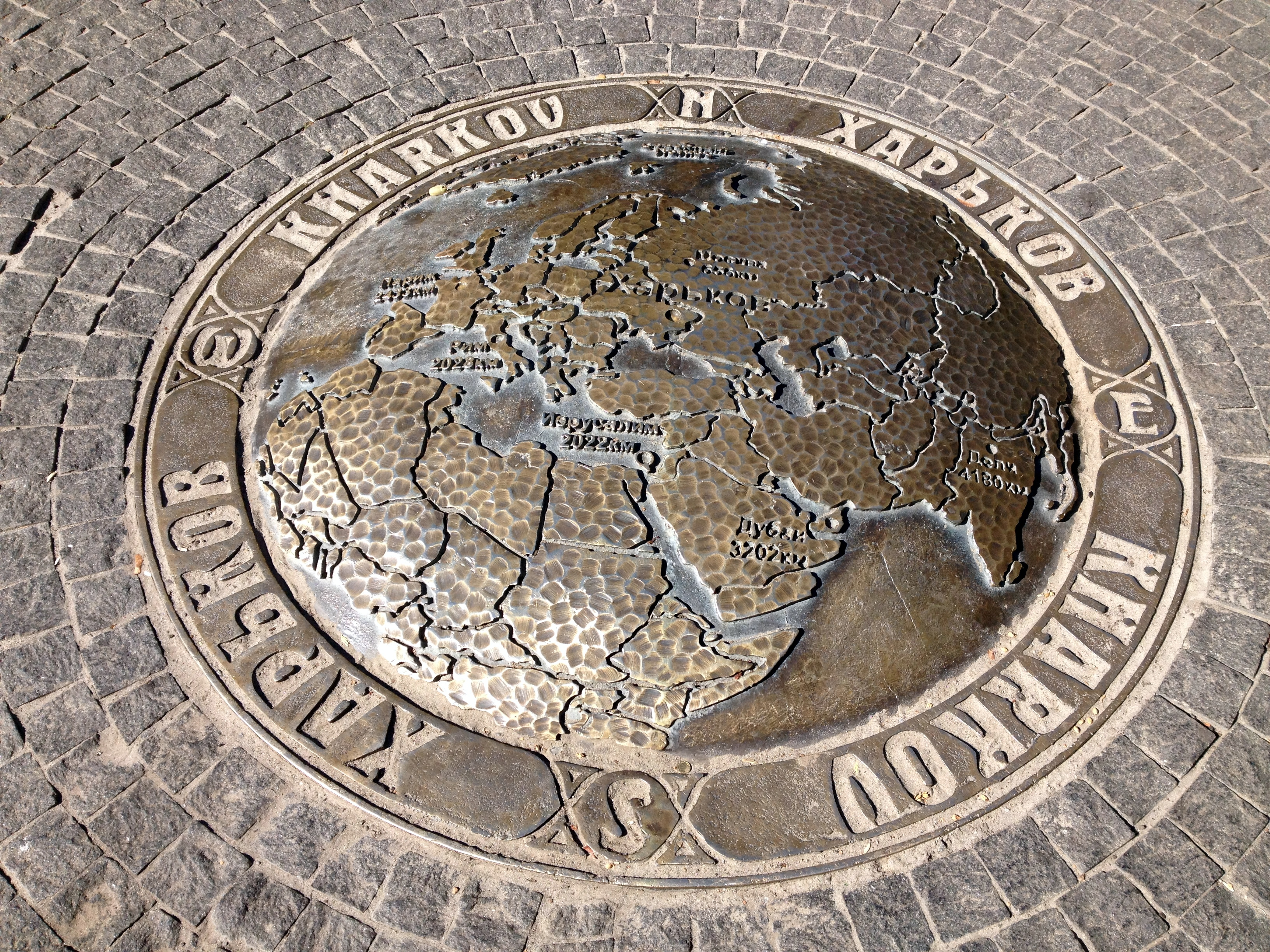
烏克蘭卡爾可夫的北緯50度線記號
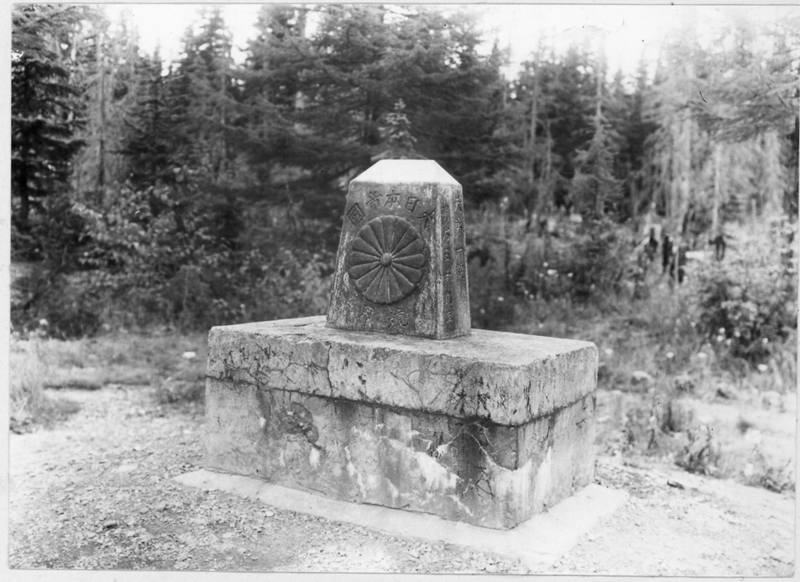
前大日本帝國樺太廳邊界「天第一號」日本側
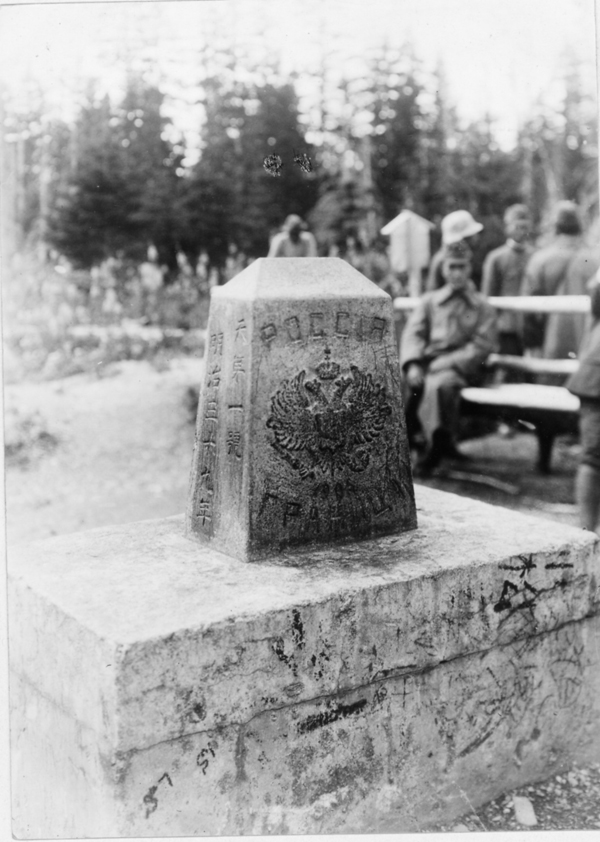
前蘇聯薩哈林州邊界「天第一號」蘇聯側

## 庫頁島

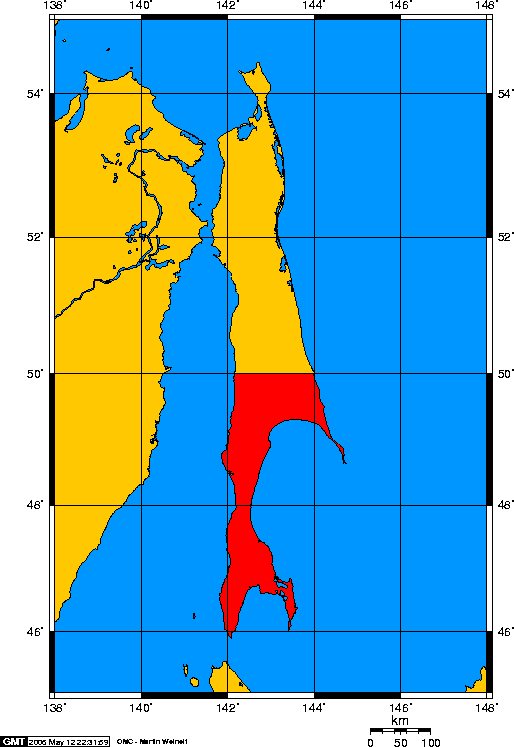
庫頁島上的北緯50度線

1905年至1945年，大日本帝國時期，北緯50度線成為日本樺太廳與俄羅斯帝國薩哈林州（後來成為蘇聯薩哈林州）的國界。在第二次世界大戰後，庫頁島全境成為蘇聯（後來成為俄羅斯）領土。